# Stipa curamalalensis
Stipa curamalalensis är en gräsart som beskrevs av Carlos Luis Spegazzini. Stipa curamalalensis ingår i släktet fjädergrässläktet, och familjen gräs. Inga underarter finns listade i Catalogue of Life.